# H1504+65
H1504+65 är en vit dvärgstjärna med egendomligt spektrum som ingår i stjärnbilden Lilla björnen. Den har en yttemperatur av 200 000 K och en atmosfär bestående av kol, syre och 2 procent neon. Massan uppskattas till 9-10 solmassor. Det är den hetaste vita dvärg som astronomerna upptäckt. Den förmodas vara rester av en AGB-stjärna. Den skenbara ljusstyrkan är blygsamma +16,37.